# Dactylopodola australiensis
Dactylopodola australiensis is een buikharige uit de familie van de Dactylopodolidae. De wetenschappelijke naam van de soort werd voor het eerst geldig gepubliceerd in 2003 door Hochberg.